# 경제철학
경제철학은 합리적 선택, 경제적 결과, 제도와 과정에 대한 평가, 고도로 이상화된 경제 모델의 상태, 경제 현상의 존재론 및 이에 대한 지식 습득 가능성과 같은 주제를 연구한다.
이와 같이 경제철학을 행동이론, 윤리학 (또는 규범적 사회정치철학), 과학철학의 세 가지 주제로 나누는 것은 유용하다. 합리성, 복지 및 사회적 선택 에 대한 경제 이론은 종종 관련 철학 문헌에 의해 정보를 얻고 행동 이론, 철학 심리학, 사회 및 정치 철학에 관심이 있는 사람들에게 분명한 관심을 받는 실질적인 철학적 테제를 옹호한다.
경제학은 그 세부적인 특성과 자연과학의 많은 명백한 특징을 가지고 있고 그 대상이 사회 현상으로 구성되어 있기 때문에 인식론과 과학 철학에 관심이 있는 사람들에게 특별한 관심을 받는다.
철학의 모든 하위 분야( X의 철학)에서 일반적으로 제기되는 질문은 " X는 무엇입니까?"이다. "경제학이란 무엇인가?"라는 질문에 대한 철학적 접근 정의 및 영역적 어려움과 논쟁에 대한 조사를 생성하는 것보다 답변을 생성할 가능성이 적다. 유사한 고려 사항이 주제의 방법론에 대한 추가 논의의 프롤로그로 적용된다. 경제학의 정의는 주제의 현대적 기원에서 시간이 지남에 따라 다양해졌으며, 이는 설명자의 프로그램적 관심과 구별을 반영한다.
인식론은 우리가 사물을 아는 방식을 다룬다. 경제학 철학에서 이것은 다음과 같은 질문을 하는 것을 의미한다. 경제학 이론에 의해 어떤 종류의 " 진리 주장"이 만들어지는가? 예를 들어, 이론이 현실이나 인식과 관련되어 있다고 주장하고 있는가? 예를 들어, 모든 경제 이론은 경험적으로 검증 가능해야 하는 것과 같이 경제 이론을 어떻게 증명할 수 있거나 증명해야 하는가? 경제 이론은 얼마나 정확하고 정확한 과학의 지위를 주장할 수 있는가? 예를 들어 경제 예측은 자연 과학의 예측만큼 신뢰할 수 있으며 그 이유는 무엇인가? 이 문제를 표현하는 또 다른 방법은 경제 이론이 "법칙"을 진술할 수 있는지 여부를 묻는 것이다.
의사결정 이론의 철학적 접근은 의사결정 이론의 기본 개념(예: 선택 또는 선호, 합리성, 위험과 불확실성, 경제적 요인의 본성)에 중점을 둔다. 게임 이론은 여러 학문, 특히 수학, 경제 및 철학 간에 공유된다. 게임 이론은 여전히 경제학 철학 분야에서 광범위하게 논의되고 있다. 게임 이론은 의사결정 이론과 밀접하게 관련되어 있으며 이를 기반으로 하며 마찬가지로 매우 강력하게 학제간이다.
경제 시스템의 윤리는 경제 재화를 유지하거나 분배 하는 것이 옳다(정의, 공정)와 같은 문제를 다룬다. 집단 활동의 산물인 경제 시스템은 모든 참여자에 대한 윤리적 결과를 검토할 수 있다. 윤리 및 경제학 은 윤리 연구를 복지 경제학과 관련시킨다. 복지 경제학과 현대 윤리 연구 사이의 긴밀한 관계는 사회적 상호 의존성을 감안할 때 행동의 합리성에 관한 예측 및 기술 경제학을 포함하여 두 영역을 모두 풍부하게 할 수 있다고 주장되어 왔다.

## 같이 보기
- 분석철학
- 과학철학
- 경제사상사